# Scrobipalpa alterna
Scrobipalpa alterna is een vlinder uit de familie tastermotten (Gelechiidae). De wetenschappelijke naam is voor het eerst geldig gepubliceerd in 2006 door Falkovitsh & Bidzilya.
De soort komt voor in Europa.